# SM Girls: Gaiden Saber Marionette Z
SM Girls: Gaiden Saber Marionette Z, o simplemente Saber Marionette Z ('Gaiden' es como se conoce a una side story en el mundo del manganime) nació como un manga de la mano de Megumu Okada como dibujante, en la páginas de la revista AnimeV de la editorial Gakken. El manga fue realizado hasta el séptimo episodio, ya que el octavo se realizó mal, quedando inconclusa la serie. Por esta razón, nunca se editó en tankoubon.  
Originalmente fue escrita por Satoru Akahori como una continuación a la serie de OVAs de Saber Marionette R. Pero debido a inconvenientes con el personal de animación, la serie nunca se realizó.
Akahori y Katsumi Hasegawa decidieron recomponer la historia y seguirla, pero en formato de novela, llamada Saber Marionette R II. Pero nunca se realizó y Saber Marionette R II terminó siendo otra novela.

## Historia
En el estado de Romana, 300 años después, se hacen copias de los circuitos Otomes de las acontecidas marionettes para dar vida a nuevas. Al haber hecho tantas copias éstas se fueron deteriorando saliendo de peor en peor, trayendo como consecuencia marionettes locas y asesinas. 
El profesor Kitajima y su hija buscan una solución a este problema. Esa solución es Zero, una marionette creada de forma experimental con tecnología nueva (la 'Z' del título es por ella). Zero tiene el poder de fusionarse con otras marionettes para alcanzar el estado 'super'.
Así comienzan las aventuras de Zero para poder devolverle la paz al estado de Romana.
- Datos: Q3944283